# Jack Johnson (película)
Jack Johnson es una película documental de Estados Unidos del año 1970 dirigida por Jimmy Jacobs sobre el boxeador estadounidense Jack Johnson (1878–1946). 
Fue nominado al Óscar al mejor documental largo Cayton pidió al artista de jazz Miles Davis que hiciera la música para el documental, lo que dio lugar a un álbum con el mismo título del documental al año siguiente.